# Alfredo Zitarrosa
Alfredo Zitarrosa (* 10. März 1936 in Montevideo; † 17. Januar 1989 ebenda) war ein uruguayischer Sänger, Dichter und Journalist. Er gilt als eine der herausragenden Figuren in der uruguayischen und lateinamerikanischen Musik des 20. Jahrhunderts.

## Biographie
1954 begann Zitarrosas künstlerische Biographie als Radiosprecher und -moderator sowie in der Theaterszene seiner Heimat. In den folgenden Jahren betätigte er sich als Schriftsteller und Journalist, zuletzt bei der Wochenzeitung Marcha, bevor er 1964, mittlerweile in Peru, seine Karriere als Sänger startete, zunächst in Fernsehsendungen, an die ihn ein befreundeter Leiter einer Werbeagentur vermittelte. Zurück in Montevideo debütierte er 1965 als Sänger beim einflussreichen SODRE (Servicio Oficial de Difusión Radioeléctrica). Durch diesen Auftritt gelangte er 1966 an eine Einladung zum Festival de Cosquín in Argentinien. In den 70er Jahren wurde er zu einem der populärsten Musiker Lateinamerikas. 
Durch das politische Bekenntnis zur Linken, das in seinen Liedern gegenwärtig ist, und sein Engagement für den linksgerichteten Frente Amplio sah er sich nach dem Militärputsch von 1973 gezwungen, vor der Diktatur ins Exil zu flüchten. Er lebte in Argentinien, Spanien und, seit 1976, in Mexiko. Zugleich war seine Musik in Argentinien, Chile und Uruguay während der Diktaturen in diesen Ländern verboten. Die Entspannung der politischen Verfolgung in Argentinien nach dem Falklandkrieg 1982 ermöglichte ihm den Umzug nach Buenos Aires, wo er Anfang 1983 drei Konzerte im Estadio Obras Sanitarias gab. 1984, ein Jahr vor der Rückkehr des Landes zur Demokratie, kehrte er nach Uruguay zurück, wo er sein erstes bedeutendes Konzert nach dem Exil gab.

## Diskografie (Auswahl)
Vom Anfang seiner Karriere an etablierte sich Alfredo Zitarrosa als eine der großen Stimmen der populären Musik Lateinamerikas. Seine Wurzeln lagen in der Folkmusik, wobei er, unterstützt von seiner kräftigen Stimme und seinem herzhaften Gitarrenspiel, einen eigenen markanten Stil entwickelte. Als Dichter erhielt er bereits 1959 in Montevideo den Premio Municipal de Poesía für sein Buch Explicaciones. 1988 wurde sein Erzählband Por si el recuerdo publiziert.
- 1972: Alfredo Zitarrosa (UY: Gold)[1]
- 1977: Guitarra Negra (UY: Gold)
- 1996: Antologia 1936-1989: 1 (UY: Gold)
- 1996: Antologia 1936-1989: 2 (UY: Gold)
- 1996: Antologia 1936-1989: 2 (UY: Gold)